# Matrice transposée

La transposée AT d'une matrice A s'obtient par symétrie axiale par rapport à la diagonale principale de la matrice. La transposée de la transposée (AT)T est la matrice A d'origine.

En mathématiques, la matrice transposée (ou la transposée) d'une matrice {\displaystyle A\in \mathrm {M} _{m,n}(K)} est la matrice {\displaystyle A^{\mathsf {T}}\in \mathrm {M} _{n,m}(K)}, également notée {\displaystyle A^{\operatorname {t} }}, {\displaystyle ^{\operatorname {t} }\!A} ou {\displaystyle A'}, obtenue en échangeant les lignes et les colonnes de {\displaystyle A}.
Plus précisément, si on note {\displaystyle a_{i,j}} pour {\displaystyle (i,j)\in \{1,\ldots ,m\}\times \{1,\ldots ,n\}} et {\displaystyle b_{i,j}} pour {\displaystyle (i,j)\in \{1,\ldots ,n\}\times \{1,\ldots ,m\}} les coefficients respectivement de {\displaystyle A} et de {\displaystyle A^{\mathsf {T}}} alors pour tout {\displaystyle (i,j)\in \{1,\ldots ,n\}\times \{1,\ldots ,m\}} on a {\displaystyle b_{i,j}=a_{j,i}}.
Par exemple, si 
{\displaystyle A={\begin{pmatrix}1&3&5\\2&4&6\end{pmatrix}}}
alors 
{\displaystyle A^{\mathsf {T}}={\begin{pmatrix}1&2\\3&4\\5&6\end{pmatrix}}}.

## Propriétés
On suppose ici que K est un anneau commutatif. On note {\displaystyle A} et {\displaystyle B} deux matrices quelconques de {\displaystyle \mathrm {M} _{m,n}(K)} et {\displaystyle \alpha \in K} un scalaire.
- L'application « transposition » est linéaire : 
{\displaystyle (A+B)^{\mathsf {T}}=A^{\mathsf {T}}+B^{\mathsf {T}},\qquad (\alpha A)^{\mathsf {T}}=\alpha A^{\mathsf {T}}}.
- La transposée de {\displaystyle A^{\mathsf {T}}} est {\displaystyle A}. Par conséquent, l'application « transposition »  {\displaystyle ^{\mathsf {T}}:\mathrm {M} _{m,n}(K)\to \mathrm {M} _{n,m}(K)} est bijective. C'est donc un isomorphisme d'espaces vectoriels. En particulier — pour les matrices carrées — c'est une involution de {\displaystyle \mathrm {M} _{n}(K)} ; c'est donc la symétrie par rapport au sous-espace des matrices symétriques, parallèlement à celui des matrices antisymétriques.
- La transposée du produit de deux matrices est égale au produit des transposées de ces deux matrices, mais dans l'ordre inverse :
{\displaystyle (AB)^{\mathsf {T}}=B^{\mathsf {T}}\,A^{\mathsf {T}}}.

En particulier, l'application « transposition » est donc un antiautomorphisme de l'algèbre {\displaystyle \mathrm {M} _{n}(K)}.
- Si une matrice carrée {\displaystyle A} est inversible, alors sa transposée l'est aussi, et la transposée de l'inverse de {\displaystyle A} est égale à l'inverse de sa transposée :
{\displaystyle \left(A^{-1}\right)^{\mathsf {T}}=\left(A^{\mathsf {T}}\right)^{-1}}.
- Une matrice carrée et sa transposée ont la même diagonale principale (et par conséquent la même trace). En particulier, toute matrice diagonale est symétrique, c'est-à-dire égale à sa transposée.
- Plus généralement, deux matrices carrées transposées l'une de l'autre ont même polynôme caractéristique donc mêmes valeurs propres, comptées avec leurs multiplicités (en particulier, non seulement même trace mais aussi même déterminant), et même polynôme minimal. Mieux : sur un corps, elles sont semblables[2]. Cela peut se montrer en remarquant qu'elles ont les mêmes invariants de similitude, ou bien en utilisant la réduction de Jordan, et en remarquant que {\displaystyle SJS^{-1}=J^{\mathsf {T}}}, où J est un bloc de Jordan et S une matrice de permutation antidiagonale (en).

## Interprétation: dualité

### Espaces euclidiens
Dans le cadre des espaces euclidiens, si A représente une application linéaire f : E → E' par rapport à deux bases orthonormales B et B', alors sa transposée AT est la matrice, dans les bases B' et B, de son opérateur adjoint f * : E' → E, caractérisé par
{\displaystyle \forall x\in E,\ \forall y\in E',\quad \langle x,f^{*}(y)\rangle _{E}=\langle f(x),y\rangle _{E\,'}.}
Plus généralement, si A représente une application linéaire par rapport à deux bases, alors sa transposée AT est la matrice de la transposée de l'application par rapport aux bases duales (voir « Espace dual »).

### Hypergraphes
Dans la théorie des hypergraphes, si l'on représente un hypergraphe par la matrice à coefficients dans {0,1} qui lui est associée, l'hypergraphe dual est défini par la transposée de cette matrice.

## Cas d'un anneau descalairesnon commutatif
Si {\displaystyle K} est un anneau non commutatif, on considère la transposée {\displaystyle A^{\mathsf {T}}} d'une matrice {\displaystyle A} de {\displaystyle \mathrm {M} _{m,n}(K)} plutôt comme un élément de {\displaystyle \mathrm {M} _{n,m}(K^{op})}, où {\displaystyle K^{op}} est l'anneau opposé de {\displaystyle K}, de manière à conserver la compatibilité avec la multiplication,
{\displaystyle (AB)^{\mathsf {T}}=B^{\mathsf {T}}\cdot A^{\mathsf {T}}}.